# جون برايس (معلق رياضي)
جون برايس (بالإنجليزية: John Price)‏ هو معلق رياضي بريطاني، ولد في 14 سبتمبر 1960 في Port Talbot ‏ في المملكة المتحدة.